# Cabine C
 (septembre 2013).
Si vous disposez d'ouvrages ou d'articles de référence ou si vous connaissez des sites web de qualité traitant du thème abordé ici, merci de compléter l'article en donnant les références utiles à sa vérifiabilité et en les liant à la section « Notes et références ».
Cabine C était une émission de télévision québécoise conçue par Jean-Sébastien Ouellet et animée par Christiane Charette. Elle était diffusée à ARTV de septembre 2007 à janvier 2009, et produite
par Les Productions Occhi Neri et Cabine C Télé (compagnies cofondées par Ouellet et Charrette spécialement pour produire l'émission). Un livre est sorti en octobre 2008 pour promouvoir l'émission avec des photos extraites de la première saison. Les animations d'ouverture et de fermeture sont signés par l'agence OrangeTango.

## Description
Composée de deux cycles de 15 épisodes d'une heure, Cabine C présente des intervenants de tous les milieux (construction, musique, sport, etc.) qui discutent, comme le nom de l'émission le mentionne, face à face avec Christiane Charrette dans une cabine, en toute intimité (Christiane Charrette est visible sur un écran monté directement sur la caméra, par un système de télésouffleur).

## Genèse de l'émission
Christiane Charrette avait animé, avant Cabine C, Christiane Charrette en direct à la télévision de Radio-Canada. En 2006, voyant que l'indicatif musical est signé Jean-Sébastien Ouellet (qui est entrepreneur, pianiste, producteur et ex-publicitaire, également propriétaire d'Aidia, sa maison de production), elle contacte ce dernier pour lui proposer une émission qui reflèterait les intervenants de tous les milieux. Elle lui explique son concept. Ouellet, lui-même, a la même idée. La vision est identique: le tandem se forme. Étonnamment, le tandem propose le projet à diverses maisons de production, sans succès. Qu'à cela ne tienne: Ouellet et Charrette fondent leur propre maison de production qu'ils nomment Occhi Neri (qui veut dire yeux noirs en français) et une division télévisuelle, Cabine C Télé (elle-même responsable de la production de la série) en janvier 2007. Le photographe et caméraman Jean-François Gratton du Shoot Studio est alors embauché comme directeur photo et l'émission prend forme. Le projet est proposé à ARTV qui l'accepte immédiatement. L'émission débute en septembre 2007 et durera jusqu'en janvier 2009. En octobre 2008, le livre Cabine C paraît en librairie avec des références de la première saison avec les photos utilisés lors du tournage. En 2010, Charrette et Ouellet se séparent, Productions Occhi Neri et Cabine C Télé sont alors dissous. Ouellet continuera à faire cavalier seul en 2012, et produira avec sa propre boîte Aidia, toujours pour ARTV, l'émission Créer qui se veut une émission d'entrevues sur la création et est animée par René Richard Cyr.

## Liste de personnalités rencontrées
Il y a eu 30 invités, en voici quelques-uns.
- Gilles Tibo
- François Pérusse
- Vittorio
- Xavier Caféïne
- FM Le Sieur
- Louis-José Houde
- Lise Watier
- Christian Mistral
- Fred Pellerin

## Crédits
Cabine C est une production de Cabine C Télé et les Productions Occhi Neri, avec la participation financière du Fonds de la radiodiffusion et des Nouveaux Médias de Bell, de la Fédération des Producteurs de lait du Québec, du Gouvernement du Québec (Crédit d'impôt cinéma et télévision - Gestion SODEC) et du Gouvernement du Canada (Crédit d'impôt pour production cinématographique ou magnétoscopique canadienne), et la collaboration d'ARTV.
- Animatrice et productrice : Christiane Charrette
- Coproducteur et créateur : Jean-Sébastien Ouellet
- Réalisateurs : Patrick Demers (saison 1 seulement), François Méthé (saisons 1 et 2)
- Directeur photo et caméraman : Jean-François Gratton (pour le Shoot Studio)
- Monteurs image : Patrick Demers, François Méthé, Mathieu Grondin, Jean-Sébastien Ouellet
- Recherchiste : Nicolas Langelier
- Compositeur de l'indicatif musical : Jean-Sébastien Ouellet
- Cabines conçues par Julie Boisvert et Éric Daoust pour Bosses Design
- Assistante de production : Julie Boisvert
- Montage en ligne et numérisation : Productions Ottoblix
- Génériques et animations : OrangeTango
- Directrice des programmes, ARTV : Jacinthe Brisebois
- Chargée de projets pour la production extérieure, ARTV : Élizabeth Paradis